# Čarls Sperdžon
Čarls Hadon Sperdžon (19. jun 1834 – 31. januar 1892) bio je engleski baptistički propovednik. Sperdžon je i dalje veoma uticajan među hrišćanima raznih denominacija, među kojima je poznat i kao „princ propovednika”. On je bio jaka figura u tradiciji reformisanih baptista, koja je branila crkvu u skladu sa razumevanjem vere iznetom u Londonskoj baptističkoj ispovesti vere iz 1689. godine i suprotstavljala se liberalnim i pragmatičkim teološkim tendencijama u crkvi svog vremena.
Sperdžon je bio pastor kongregacije Kapele Nju Park ulice (kasnije Metropolitanskog tabernakla) u Londonu 38 godina. On je bio učesnik nekoliko kontroverzi vezanih za Baptističku uniju Velike Britanije, i kasnije je napustio denominaciju zbog svojih doktrinarnih ubeđenja. Godine 1867, on je osnovao dobrotvornu organizaciju koja se danas naziva Sperdžons i deluje širom sveta. On je osnovao i Sperdžonov koledž, koji je posmrtno po njemu dobio ime.
Sperdžon je autor mnogih tipova dela, uključujući propovedi, jedne autobiografije, komentara, knjige o molitvi, pobožnih radova, časopisa, poezije, himni i drugog. Mnoge od njegovih propovedi su bile zapisane i kasnije prevedene na mnoge jezike tokom njegovog života. Za njega se kaže da je proizveo snažne propovedi prodornih misli i preciznog izlaganja. Kaže se da su njegove govorničke veštine držale njegove sledbenike u čarobnom Metropolitanskom tabernaklu, i mnogi hrišćani gledaju na njegove spise sa izuzetnim poštovanjem.

## Biografija

### Rani život
Čarls je rođen u Kelvedonu u Eseksu. On je preseljen u Kolčester kad mu je bilo 10 meseci. Sperdžon se formalno preobrazio u nominalni kongregacionalizam 6. januara 1850. u svojoj petnaestoj godini života. Dok je išao na zakazani sastanak, snežna oluja ga je primorala da prekine planirano putovanje i da se skloni u primitivno metodističkoj kapeli u Artiljerijskoj ulici u Njutaunu u Kolčesteru, gde je Bog otvorio svoje srce s porukom spasenja. Tekst koji ga je pokrenuo bio je Isaija 45:22 - „Pogledajte ka memi i spasite se na svim krajevima zemlje, jer ja sam Bog, i nema nijednog drugog.” Kasnije te godine, 4. aprila 1850. on je primljen u crkvu u Njumarketu.
Njegovo krštenje usledilo je 3. maja u reci Lark, u Islehamu. Kasnije iste godine preselio se u Kembridž, gde je kasnije postao učitelj nedeljne škole. Sperdžon je obavio svoju prvu propoved tokom zime 1850–51 u jednoj kolibi u Teveršamu, dok je zamenjivao prijatelja. Od početka Sperdžonove službe, njegov stil i sposobnost su bili daleko iznad proseka. Iste godine postavljen je za pastora male baptističke crkve u Voterbiču u Kembridžširu, gde je objavio svoje prvo književno delo, Jevanđeliski trakt napisan 1853. godine.

## Radovi
| - : Jedno od najređih dela, štampano je 1898. godine sa samo tri odštampane kopije, i jedva da je referencirano u istoriji. Jedna referenca se može naći u godišnjem američkom katalogu iz 1898. godine - : 1-60206-436-9 - : 0-85151-076-0 - : 1-85792-221-2 - : 0-88368-459-4 - : 0-310-32911-6 | - : 1-84550-014-8 - : 0-88368-441-1 - : 978-1-84871-113-6 - : 1-60206-770-8 - Chapters of the Bible}- - : 0-8254-3768-7 - (1885) - : 0-8254-3683-4 - : 0-85234-545-3 |

Sperdžonovi radovi su bili prevedeni u mnoge jezike i kao i u format dostupan slepim osobama. On je isto tako napisao više tomova komentara i drugih tipova literature.
- Sperdžon pri kraju svog života.
- Pet tomova Sperdžonovih propovedi

## Literatura
- Spurgeon, Charles Haddon (2010), The People's Preacher, UK: Christian Television Association.
- Spurgeon, Charles Haddon (1995),  Carter, Tom, ур., 2200 Quotations from the Writings of Charles H. Spurgeon (trade pbk), Baker Books, ISBN 978-0-8010-5365-8
- Spurgeon, Charles Haddon (2009), The "Down Grade" Controversy. Original Source Materials, Pasadena, TX: Pilgrim Publications, стр. 264, ISBN 1-56186211-8, Архивирано из оригинала 23. 6. 2014. г.
- Austin, Alvyn (2007), China's Millions: The China Inland Mission and Late Qing Society, Grand Rapids, MI: Eerdmans, ISBN 978-0-8028-2975-7
- Brackney, William H. A Genetic History of Baptist Thought: With Special Reference to Baptists in Britain and North America. Macon, GA: Mercer University Press, 2004.
- Dallimore, Arnold (septembar 1985), Spurgeon: A New Biography, Edinburgh: The Banner of Truth Trust, ISBN 978-0-85151451-2
- Hoyt, Wayland (1892), Walks and Talks with Charles H. Spurgeon, American Baptist Pub. Society
- Murray, Iain (1972), The Forgotten Spurgeon, Edinburgh UK: Banner of Truth, ISBN 978-0-85151-156-6
- Nettles, Tom (21. 7. 2013), Living By Revealed Truth: The Life and Pastoral Theology of Charles Haddon Spurgeon, Ross-shire: Christian Focus Publishing, ISBN 978-1-78191122-8, 700 pp.
- Sheehan, Robert (jun 1985). Spurgeon and the Modern Church. Phillipsburg, NJ: Presbyterian & Reformed. ISBN 978-0-94646205-6.
- The Standard Life of CH Spurgeon. London: Passmore and Alabaster.
- Lewis, Donald (2. 1. 2014). The Origins of Christian Zionism: Lord Shaftesbury And Evangelical Support For A Jewish Homeland. Cambridge: Cambridge University Press. стр. 380. ISBN 9781107631960.
- Spurgeon, Charles (1864), „Sermon preached in June 1864 for the British Society for the Propagation of the Gospel among the Jews”, Metropolitan Tabernacle Pulpit, 10
- Pike, Godfrey Holden (1894). The Life and Work of Charles Haddon Spurgeon. Edinburgh. стр. 331. ISBN 9780851516226.
- Ray, Charles. A Marvelous Ministry: The Story of C.H. Spurgeon's Sermons: 1855–1905 (PDF). Pilgrim publications. ASIN B0006YWO4K.

## Spoljašnje veze
- Charles Haddon Spurgeon на сајту Пројекат Гутенберг (језик: енглески)
- Čarls Sperdžon на сајту LibriVox (језик: енглески)
- Garrison, William Lloyd, ур. (17. 2. 1860). „Spurgeon on Slavery” (PDF). The Liberator. 30 (7). стр. 1. Приступљено 19. 4. 2018. „Finally, let me add, John Brown is immortal in the memories of the good in England, and in my heart he lives. C. H. SPURGEON, [letter written from] Clapham, London, Jan., 1860.”